# فرودگاه شهری پرری دو شین
 فرودگاه شهری پرری دو شین (به انگلیسی: Prairie du Chien Municipal Airport) یک فرودگاه همگانی بهره‌برداری هوایی با کد یاتا PCD است که یک باند فرود آسفالت دارد و طول باند آن ۱۵۲۴ متر است. این فرودگاه در کشور ایالات متحده آمریکا قرار دارد و در ارتفاع ۲۰۱ متری از سطح دریا واقع شده است.